# Divinolândia de Minas
Divinolândia de Minas is een gemeente in de Braziliaanse deelstaat Minas Gerais. De gemeente telt 7.023 inwoners (schatting 2009).

## Aangrenzende gemeenten
De gemeente grenst aan Gonzaga, Peçanha, Sardoá en Virginópolis.